# Грозовой воротник

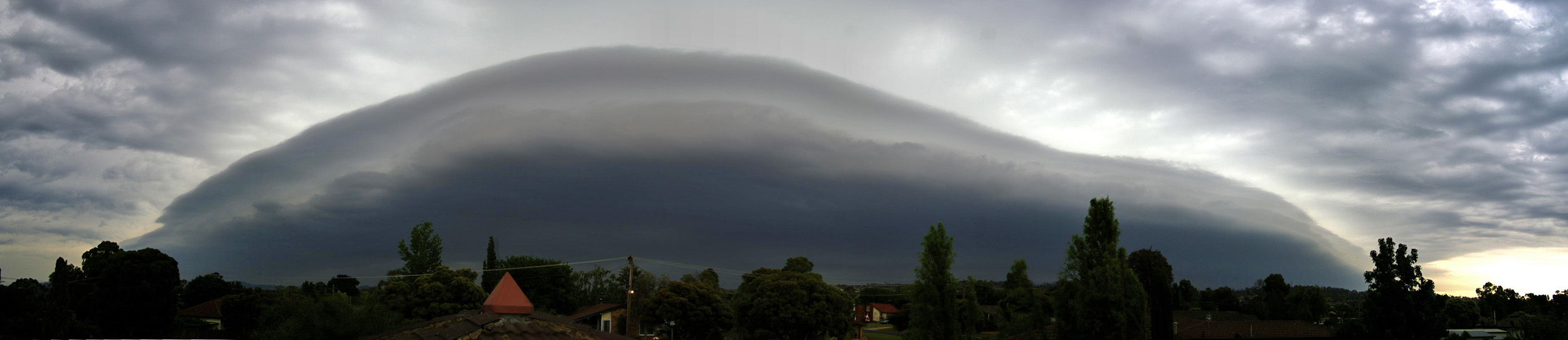
Панорама сильного шельфового облака, типа грозового воротника.

Грозовой воротник, или валовые облака, или же шкваловый ворот (ШВ) — общее название разновидностей кучево-дождевых облаков. Есть разные виды ШВ — многоэтажные, изогнутые, плоские и валовые. ШВ это главный признак бури и ураганов, они очень опасны сильными ветрами и дождями. Образуются из-за того, что в грозовом фронте холодный воздух, в то время как за пределами фронта, наоборот, тёплый. После столкновения этих двух потоков тёплый воздух поднимается вверх, а холодный вниз, вследствие чего и происходит процесс приобретения тучей соответствующего вороту вида.

## Описание
Валовые облака получили своё название из-за того, что похожи на длинный вал. Этот тип облаков чаще всего формируется на границе атмосферных фронтов, всегда на переднем крае грозы. Главной причиной их образования является, скорее всего, ротация воздушных масс, связанных с морским бризом. Валовые облака считаются, по состоянию на 2017 год, не до конца изученными, однако некоторые учёные полагают, что эти облака — спиральные рукава циклонов, но общепризнанного объяснения до сих пор нет.
Грозовой воротник часто сопровождается шквалами, скачками давления у Земли, ливнями и грозами. Воздушные потоки в грозовом воротнике могут циркулировать вокруг его горизонтальной оси, но смерчи в таких облаках не образуются. Валовые облака образуются на высоте 100—2000 метров.
Самая редкая разновидность валовых облаков — утренняя глория, часто наблюдаемая в Австралии, а её длина составляет около 1000 километров. Грозовые воротники часто путают с выступающими облаками, однако последние всегда связаны с целой облачной системой вверху.

## Галерея

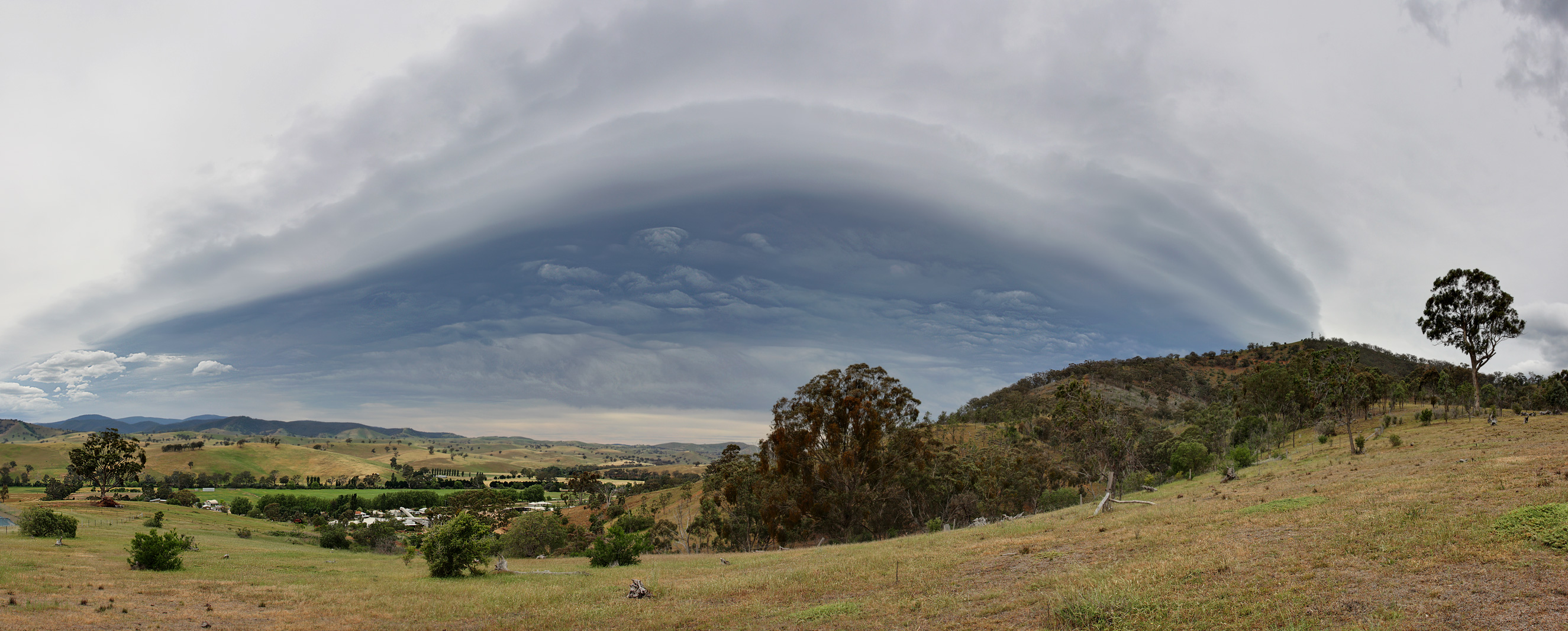
Нижняя сторона слабого шельфового облака.
Покадровая фотография шельфового облака перед грозой в Пондичерри, Пудучерри, Индия.
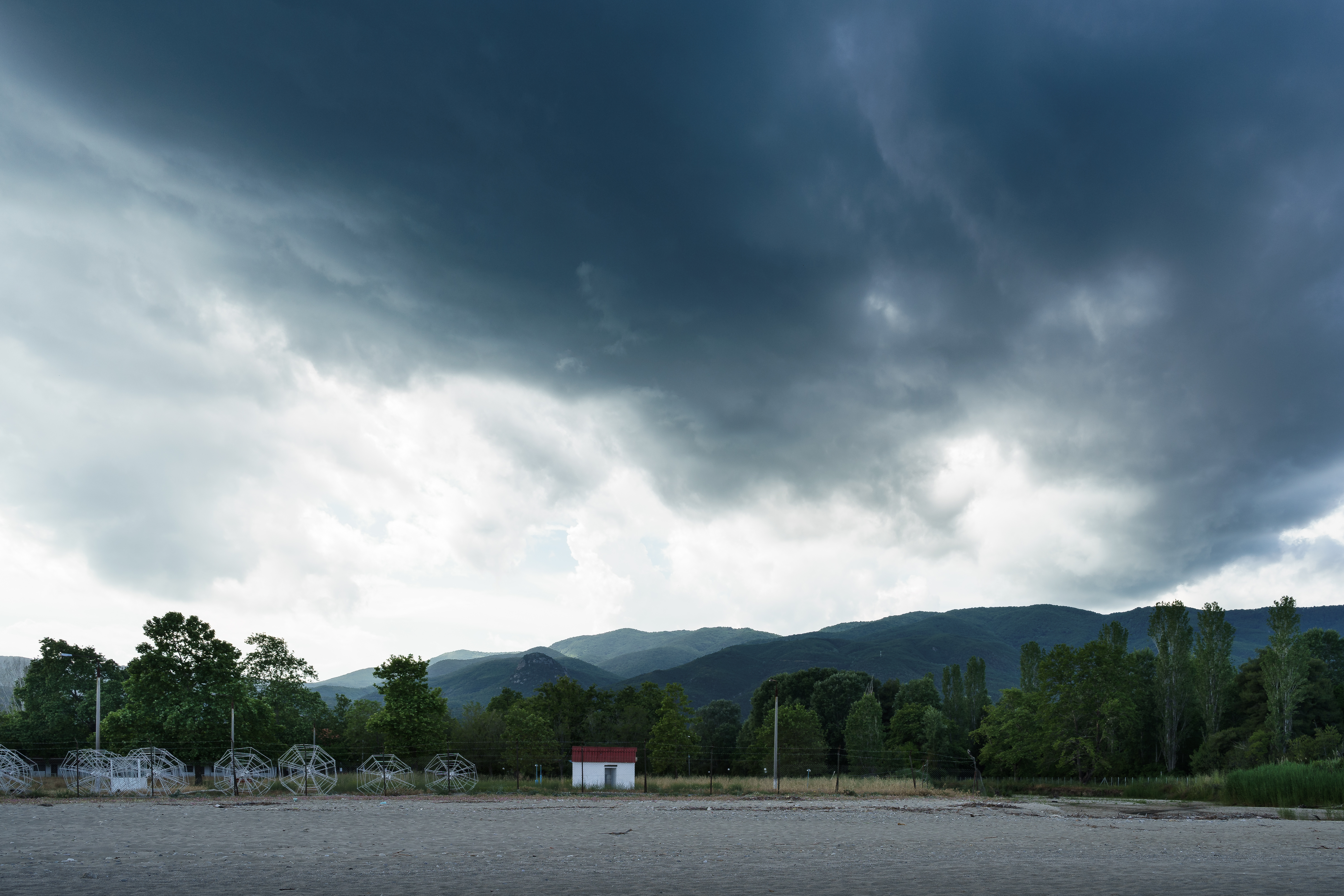
Шельфовое облако над Аспровальтой

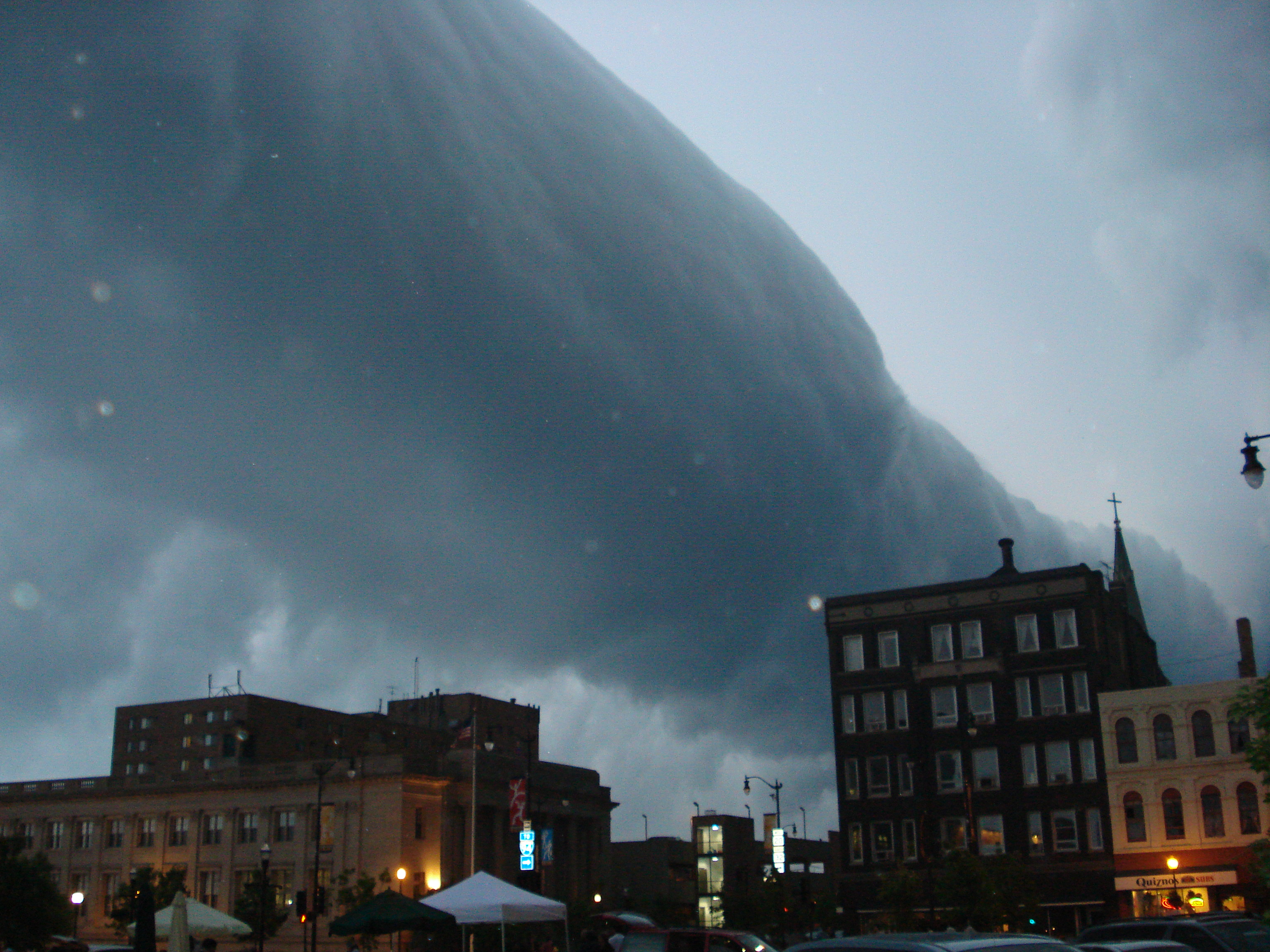
Катящееся облако, связанное с сильной грозой над Расином, штат Висконсин, США
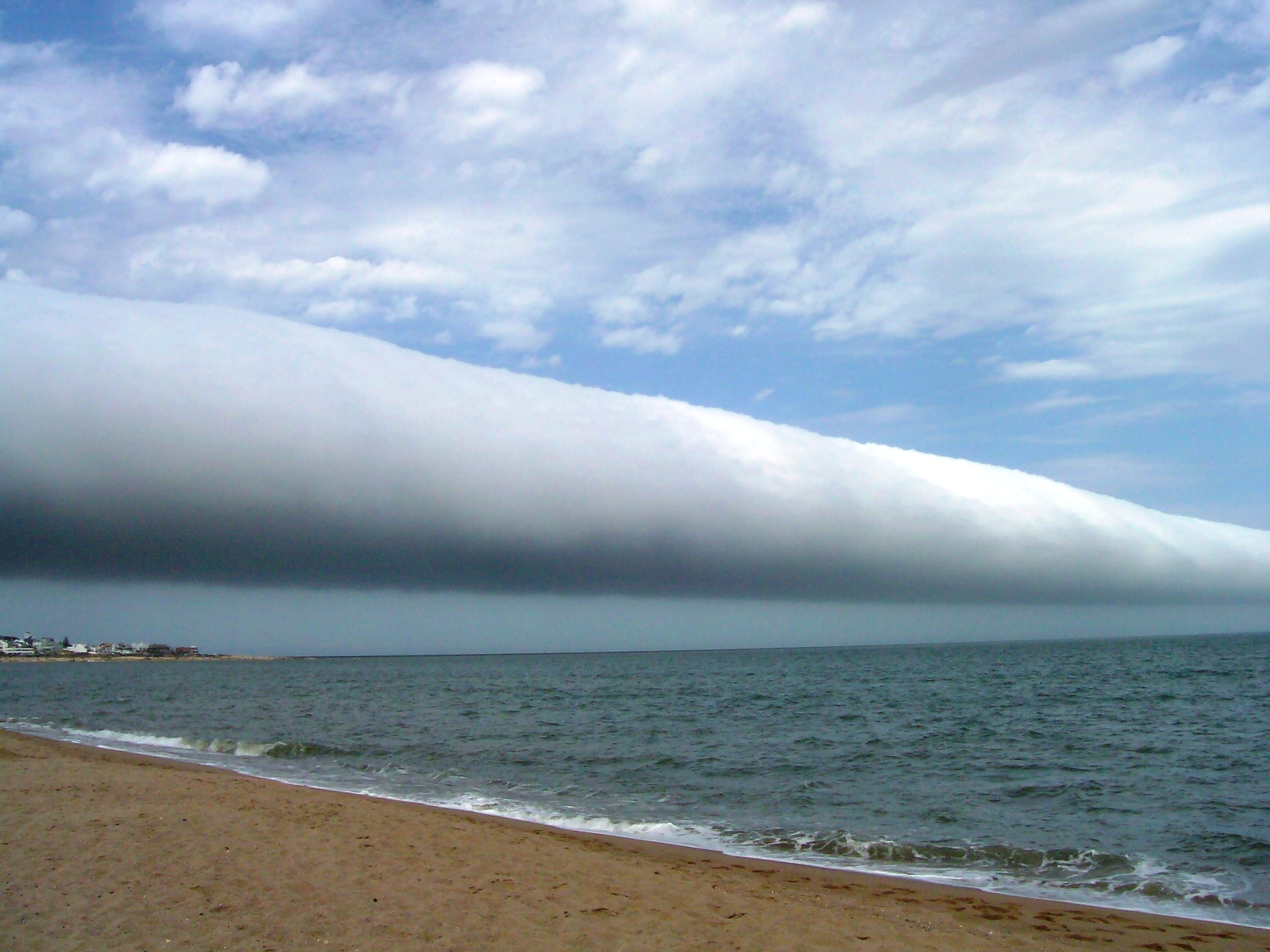
Прибрежное рулонное облако в Пунта-дель-Эсте, Мальдонадо, Уругвай; тип, известный как Волютус
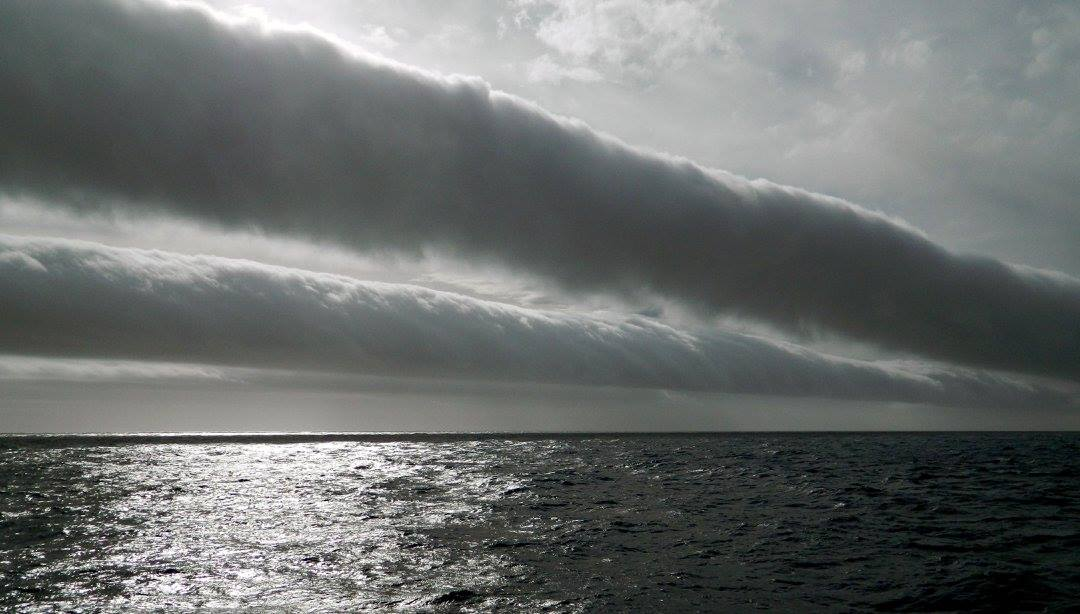
Последовательность волнообразных облаков в море в проливе Дрейка в Южном океане.